# Jean Fautrier
Jean Léon Fautrier né le 16 mai 1898 à Paris et mort le 21 juillet 1964 à Châtenay-Malabry est un peintre, graveur et sculpteur français.
Jean Fautrier est au début peintre figuratif, qui est avec Jean Dubuffet le plus important représentant du courant de l'art informel, suivant le critique Michel Tapié associé au tachisme, puis évolue vers l'art abstrait. Il est aussi un pionnier de la technique de haute pâte.

## Biographie
Jean Fautrier est d'abord élevé par sa grand-mère irlandaise qu'il adore. Après la mort de son père, puis de sa grand-mère en 1907, sa mère l'emmène à Londres. Il est admis à la Royal Academy en 1912 où il a comme professeur Walter Sickert. En 1917, durant la Première Guerre mondiale, il s'engage dans l'armée. Il est gazé sur le front Nord. Réformé et démobilisé, il s'installe à Paris après l'armistice, en 1920 et prend un atelier à Montmartre au 6, rue Nicolet. Il quitte la butte Montmartre en 1923 et s'installe au 46, rue Hippolyte-Maindron.

### Andrée Pierson
Il vit avec Andrée Pierson, son premier modèle de 1918 à 1935. Entre 1920 et 1921, il voyage au travers de l'Europe et fait un premier séjour au Tyrol.
Il expose ses premiers tableaux à la galerie Visconti, puis à la galerie Fabre à Paris en 1924. Ses œuvres sont alors d'un style proche du post-expressionnisme de la Nouvelle Objectivité allemande (La Promenade du dimanche au Tyrol, ou Tyroliennes en habits du dimanche, 1921-1922, musée d'Art moderne de la ville de Paris). Il rencontre la collectionneuse Jeanne Castel qui lui achète des tableaux. En 1924, sa première exposition personnelle à la galerie Visconti est un succès. Jeanne Castel lui présente Paul Guillaume qui devient son marchand et lui verse un salaire régulier jusqu'à la crise de 1929. En 1927, il s'installe dans l'ancien atelier de Marcel Gromaire au no 20 rue Delambre qu'il quittera en 1934. Durant cette même année 1927, il réalise une série de peintures (portraits, natures mortes, animaux écorchés, nus féminins, paysages) où la couleur noire domine. En 1928, il séjourne pour la première fois sur l'île de Port-Cros dans le Var dont il peindra plusieurs fois les paysages méditerranéens. Jeanne Castel lui présente André Malraux qui lui propose d'illustrer une édition de l'Enfer de Dante pour Gallimard, projet qui n'aboutira pas.
Léopold Zborowski, s'intéresse également à son travail, et l'expose en même temps que Moïse Kisling, Amedeo Modigliani et Chaïm Soutine en 1926.
La crise de 1929 n'épargne pas le monde de l'art. En 1934, à court de ressources, Fautrier devient pendant cinq ans moniteur de ski en Savoie et gère un hôtel, un dancing à Tignes, et ouvre la boîte de nuit la "Grande Ourse" 

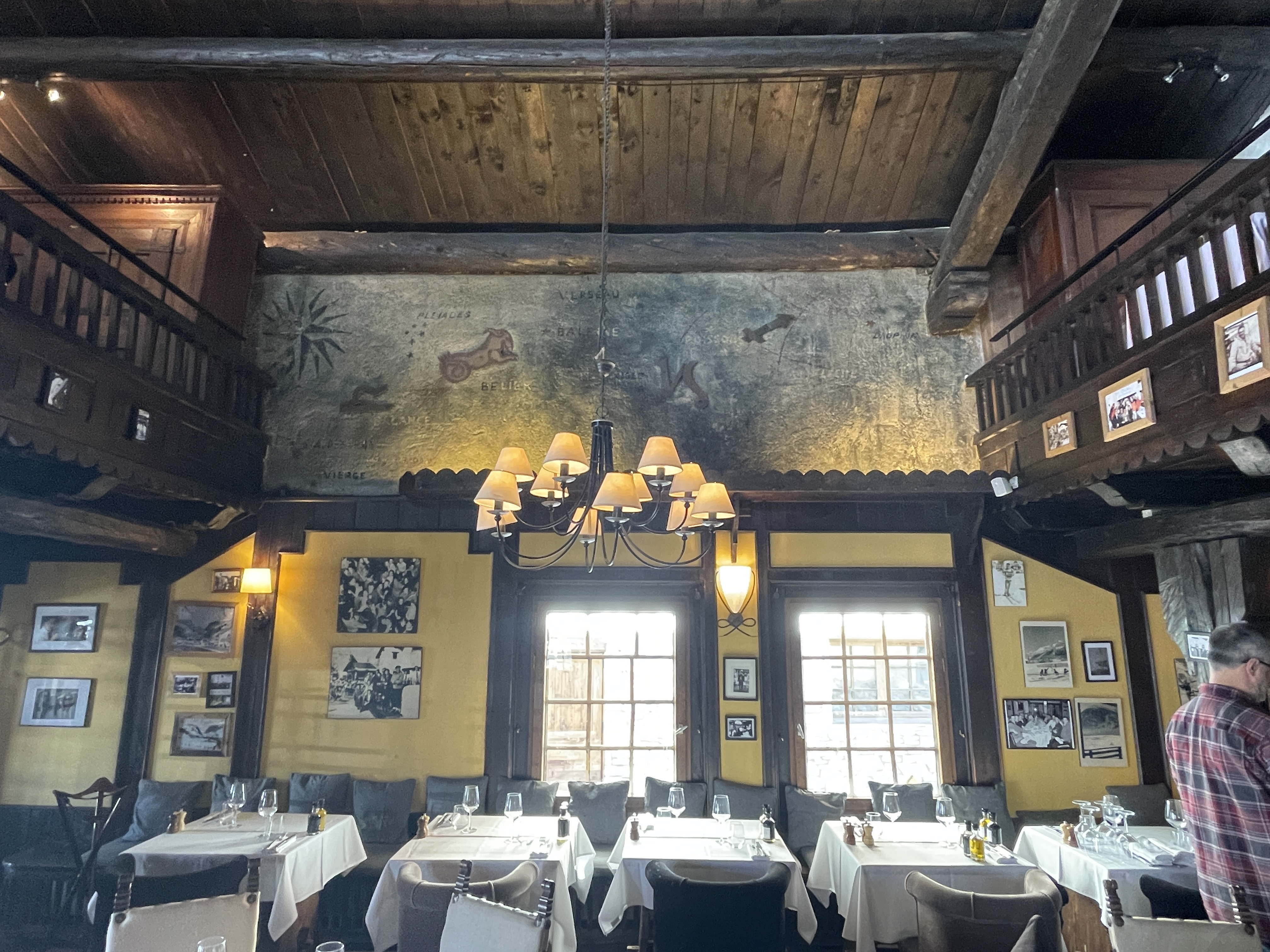
Peinture murale de Jean Fautrier, restaurant la Grande Ourse

à Val-d'Isère. En parallèle, il continue de pratiquer la sculpture avec de nombreux nus, portraits ou têtes.

### Yvonne Loyer et Thérèse Malvardi
Il rencontre Yvonne Loyer, qu'il épouse le 6 août 1935. Ils divorceront le 8 juillet 1942. Il se remet à peindre dès 1937 des paysages, des glaciers, des lacs de montagne, des couchers de soleil où se lit l'influence de Turner. En 1939, il part pour Marseille, Aix, et Bordeaux. Il rentre à Paris en 1940, et loge chez Jeanne Castel au 3, rue du Cirque. Il rencontre Thérèse Malvardi qui devient sa nouvelle compagne. En 1941, il prend  un atelier au 216, boulevard Raspail, qui devient un lieu de réunions et de boîtes aux lettres pour la Résistance. Il participe aux salons parisiens et expose à la galerie Alfred Poyet en juin 1942
Il est arrêté par la Gestapo allemande en janvier 1943 dans son atelier. Il est libéré grâce à l'intervention du sculpteur Arno Breker, à la demande de Jean Paulhan avec lequel il est très lié, ainsi qu'avec René Char, Robert Ganzo, Francis Ponge et Paul Éluard dont il illustra des œuvres. Il rejoint Chamonix, puis de retour à Paris, trouve refuge à Châtenay-Malabry dans la Tour Velléda, pavillon isolé de la clinique psychiatrique du Docteur Henri Le Savoureux à la Vallée-aux-Loups. À cent mètres de son atelier, la Gestapo et la carlingue viennent déposer des corps torturés de nuit ou fusiller les résistants au lieu-dit « L'Orme mort ». Il commence à peindre sa série des Otages, suite de tableaux où un simple empâtement blanc et rond est entouré d'un fond vert d'eau, un simple trait rouge semblant former un nez, un œil tuméfié ou des blessures.

### Jeannine Aeply
En 1945, les Otages sont présentés à la galerie René Drouin avec une préface d'André Malraux qui associe les tableaux au massacre d'Oradour-sur-Glane. L'exposition rencontre le succès avec un thème « vibrant d'actualités », souligné par les titres de tableaux : Oradour, Massacre, Torse de fusillé, Femme suppliciée. Elle soulève aussi des interrogations, pour le critique Michel Ragon : « Chaque tableau était peint de la même manière. Sur un fond vert d’eau, une flaque de blanc épais s’étalait. Un coup de pinceau indiquait la forme du visage. Et c’était tout. » Même Malraux dans sa préface s'interroge : « Ne sommes-nous pas gênés par certains de ces roses et de ces verts presque tendres, qui semblent appartenir à une complaisance […] de Fautrier pour une autre part de lui-même ? »
Jean Paulhan publie Fautrier l'enragé accompagné de gravures de Fautrier.
Jeannine Aeply, qu'il a rencontrée pendant la Seconde Guerre mondiale, devient son épouse. Ensemble ils ont deux enfants : Dominique (né en 1946) et Manuelle (née en 1947).
En 1950, Jeannine Aeply et Fautrier mettent au point un procédé de reproduction dit « originaux multiples » mêlant reproduction chalcographique et peinture,. Dans les années qui suivent, Fautrier travaille à l'illustration de plusieurs ouvrages, parmi lesquels L'Alleluiah de Georges Bataille où se mêlent silhouettes, situations érotiques et fantasmes de destruction. En 1951, le critique Michel Tapié associe Fautrier dans une exposition « informelle » à Jean Dubuffet, Henri Michaux, Georges Mathieu et Jean-Paul Riopelle sous le titre de signifiants de l'informel.
En 1954, il recommence à peindre. L'abstraction pour le peintre ne veut pas dire hors de la réalité mais dans celle-ci, avec « ascèse, purge, catharsis » comme le remarque le poète Francis Ponge. À Paris à la galerie Rive Droite en 1955, il expose Objets, une suite de tableaux qui sont autant de natures mortes, portraits de flacon, d'encrier, d'objets industriels, verres, pots, etc. puis en 1956 Nus avec une préface de Francis Ponge.
Dans les années 1950, Fautrier fait la connaissance de Robert Droguet (1929-2005) qui est un grand admirateur de son travail. Les deux hommes échangent une correspondance qui tourne beaucoup autour du livre Méditation ou Fautrier 43, sur lequel les deux hommes travaillent alors.
En réaction à l'invasion de Budapest par les troupes soviétiques en 1956, Jean Fautrier reprend le motif des Otages pour la suite des Têtes de partisans, variations sur le vers « Liberté, j'écris ton nom » de Paul Éluard.
Enfin, jusqu'à sa mort qui survient en 1964, Fautrier brosse des tableaux d'inspiration plus structurée où se superposent stries, lignes colorées et grilles à plusieurs côtés, qui reprennent les motifs de séries antérieures, nus, paysages de montagne, de Port-Cros, coucher de soleil Okhlahoma, lapins morts… 

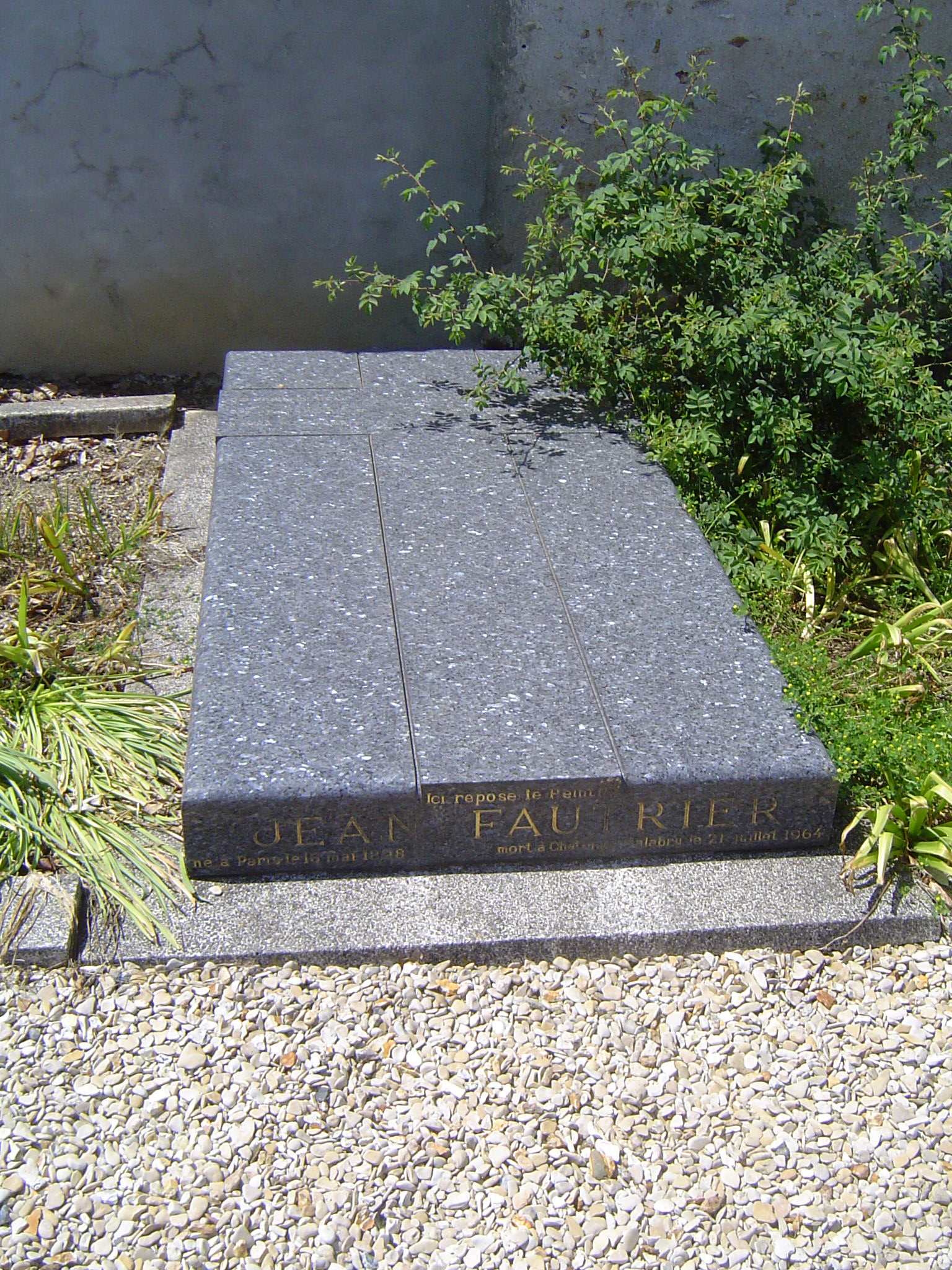
Tombe de Jean Fautrier, cimetière ancien de Châtenay-Malabry.

Invité d'honneur de la 33e Biennale de Venise de 1960, Fautrier y reçoit le grand prix de peinture, conjointement à Hans Hartung. Puis il reçoit le grand prix de la 7e Biennale de Tokyo en 1961. Le novembre 1963, Jean Fautrier signe avec Michel Couturier, pour une durée d'un an reconductible, un contrat d'exclusivité mondiale pour toutes les œuvres exécutées après 1950[réf. nécessaire]. En 1964, à l'occasion de la rétrospective que lui organise le musée d'Art moderne de la ville de Paris, Fautrier fait un don significatif d'œuvres. Il meurt le 21 juillet 1964, jour prévu de son mariage avec Jacqueline Cousin qu'il a rencontrée en 1962. Il est inhumé au cimetière ancien de Châtenay-Malabry.

### L'Île Verte

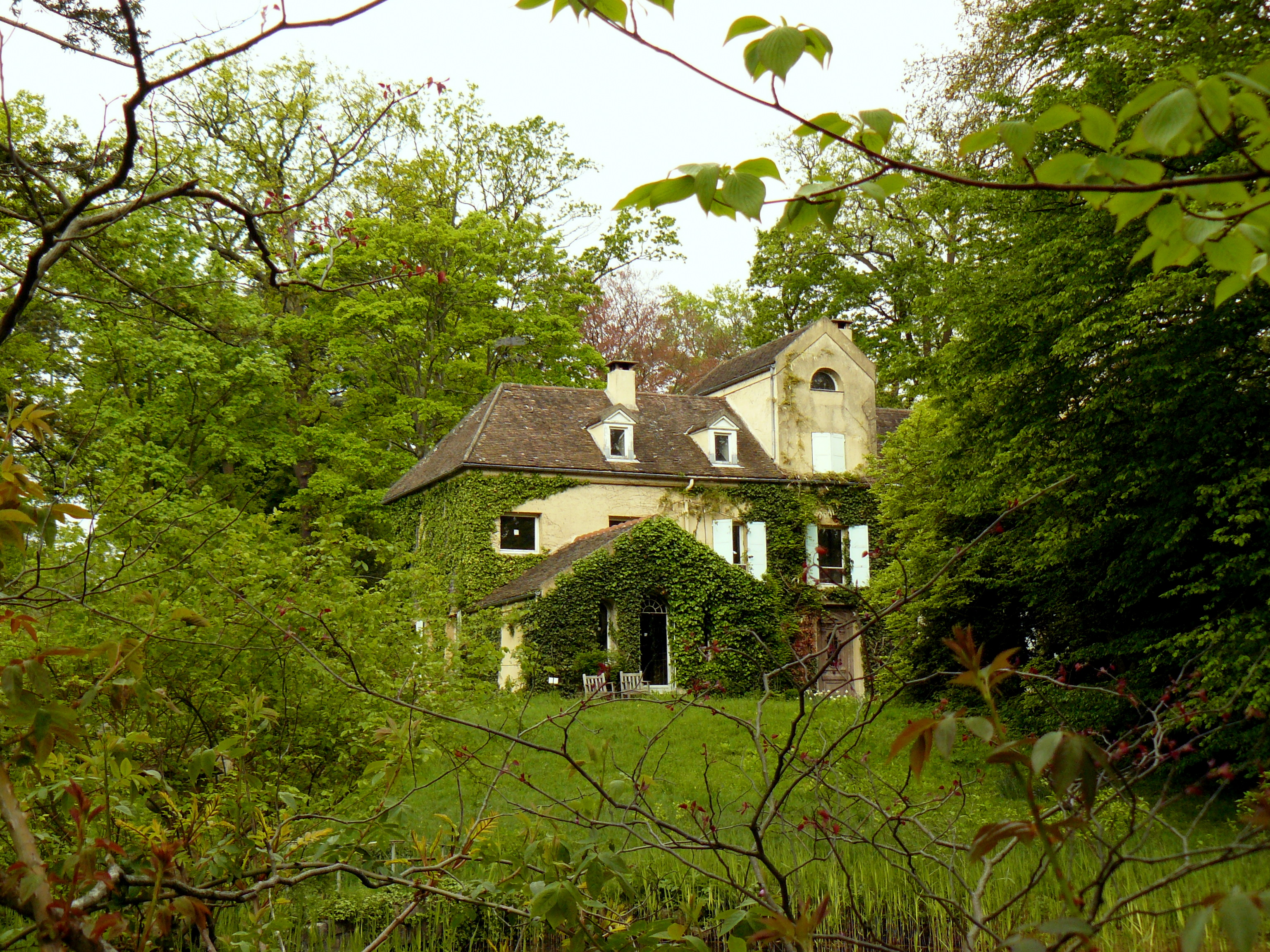
L'Île Verte à Châtenay-Malabry.

De 1945 à 1964, Jean Fautrier habita à L'Île Verte, propriété qu'il baptisa ainsi du nom d'un de ses tableaux, située au 34, rue Eugène Sinet à Châtenay-Malabry. Rachetée en 2003 par le conseil départemental des Hauts-de-Seine, elle fait partie de l'ensemble de verdure de la Vallée-aux-Loups, avec la maison de Chateaubriand et l'arboretum.

## Œuvres dans les collections publiques

### Dessin
- Sans titre, avant 1938, aquarelle, gouache et plume sur carton, Sceaux, musée du Domaine départemental de Sceaux.
- Dessin de femme, 1947, encre et fusain sur papier, 24,6 × 20 cm, dessin pour l'illustration de L'Alléluiah, catéchisme de Dianus de Georges Bataille, Sceaux, musée du Domaine départemental de Sceaux.
- Nu allongé, 1944, encre sur papier, musée d'Évreux.
- Composition mauve, 1960, encre, rehauts de gouache, crayon gras sur papier buvard, musée d'Évreux.

### Peinture
- La Promenade du dimanche au Tyrol ou Tyroliennes en habit du dimanche, 1921-1922, huile sur toile, 81 × 100 cm, musée d'Art moderne de la ville de Paris.
- Portrait de ma concierge, 1922, huile sur toile, 81 × 60 cm, Tourcoing, MUba Eugène-Leroy.
- Trois Vieilles Femmes, vers 1923, huile sur toile, 97 × 146 cm, Oldenburg, Landesmuseum für Kunst und Kulturgeschichte Oldenburg (de).
- Paysage parisien, 1924-1925, huile sur toile, 33,1 × 41 cm, musée d’Art moderne de la ville de Paris.
- Bouquet de violettes, vers 1925, huile sur toile, musée de Grenoble.
- Nature morte, 1925, huile sur toile, 65 × 81 cm, musée d’Art moderne de la ville de Paris.
- Lac bleu I, 1926, Huile sur toile, 50 × 65 cm, musée d’Art moderne de la ville de Paris.
- Bouquet au pot de grès, vers 1926, Clermont-Ferrand, musée d'Art Roger-Quilliot.
- Le Hareng, 1926, huile sur toile, 46 × 55 cm, Paderborn, collection Ingrid et Werner Welle.
- Petit nu, 1926, huile sur toile, 35 × 27 cm, Berlin, collection Thomas Borgmann.
- Nu noir, 1926, huile sur toile, 116,4 × 89 cm, Paris, musée national d’art moderne.
- Le Grand Sanglier noir, 1926, huile sur toile, 195,5 × 140,5 cm, musée d’Art moderne de la ville de Paris.
- Pensées, vers 1927, Clermont-Ferrand, musée d'art Roger-Quilliot.
- Le Christ en croix, 1927, huile sur toile, 155,5 × 90 cm, Paris, musée national d’art moderne.
- L’Homme ouvert (L’Autopsie), vers 1928, huile sur toile, 116 × 73 cm, musée des Beaux-Arts de Dijon.
- Tête de femme, vers 1928, huile sur toile, 32,5 × 27 cm, Zurich, galerie Haas AG.
- Les Arbres, 1928, huile sur toile, 38 × 46 cm, musée d'Art moderne de la ville de Paris.
- Nu couché, 1929, huile sur papier marouflé sur toile, musée d'Art moderne de la ville de Paris.
- Mariette, 1929, Paris, Petit Palais.
- Nature morte aux poissons, vers 1929, huile sur toile, 81 × 100 cm, Cologne, New York, galerie Michel Werner, Märkisch Wilmesdorf.
- La Jeune fille, 1942, huile et technique mixte sur papier marouflé sur toile, musée du Domaine départemental de Sceaux.
- Forêt (Les Marronniers), 1943, huile sur papier marouflé sur toile, 54 × 65 cm, musée d'Art moderne de la ville de Paris.
- La Juive, 1943, huile sur papier marouflé sur toile, 73 × 115,5 cm, musée d'Art moderne de la ville de Paris.
- Sarah, 1943, blanc de plomb, huile, encre, poudre de pastels et vernis sur papier marouflé sur toile, 116 × 80,7 cm, Genève, Fondation Gandur pour l’art.
- Écorché, 1944, huile marouflé sur toile, Paris, musée national d'Art moderne.
- Tête d'otage 1945, 1945, Paris, musée national d'art moderne.
- Les Boîtes de conserve, 1947, huile sur papier marouflé sur toile, 50 × 73 cm, musée d'Art moderne de la ville de Paris.
- L'Encrier, 1948, huile sur papier marouflé sur toile, 34 × 41 cm, musée d'Art moderne de la ville de Paris.
- La Garrigue, 1956, huile sur papier marouflé sur toile, 34 × 46 cm, musée d'Art moderne de la ville de Paris.
- Tête de partisan, 1956, huile, colle, pastel, aquarelle sur papier marouflé sur toile, Paris, musée national d'Art moderne[15].
- Sunset in Alabama, 1957, huile sur papier marouflé sur toile, 60 × 81 cm, musée d'Art moderne de la ville de Paris.
- Les grands arbres, 1958, huile sur papier marouflé sur toile, signée et daté en bas à droite, contresignée titrée et datée 58 au dos 114 × 146 cm, l'un des huit tableaux les plus importants par ses dimensions, et sa qualité[16]
- Divertissements , 1963, huile sur papier marouflé sur toile, 65 × 80,5 cm, musée d'Art moderne de la ville de Paris.

### Estampe
- Otages, 1944, héliogravure et eau-forte en noir, Paris, musée national d'Art moderne.
- Visage violet, 1947, eau-forte et aquatinte sur vergé d'Auvergne[17].
- Partisans, 1956, Paris, Bibliothèque nationale de France.

### Sculpture
- Grand nu couché, 1928, bronze, 57 cm, Zurich, galerie Haas AG.
- Masque de jeune fille, 1928, plâtre, 25 × 22 × 8 cm, musée d'Art moderne de la ville de Paris.
- Grand nu debout, 1935, bronze, Düsseldorf, collection Helge Achenbach (de).
- Femme debout, 1935, bronze, 135 × 30 × 30 cm, Riehen, Fondation Beyeler.
- Jeune Fille au grand front, 1940, bronze, 18,5 × 16,5 × 19 cm, Riehen, Fondation Beyeler.
- Grande tête tragique, 1942, plâtre, Neuss, Museumsinsel Hombroich (en).
- L'Otage, 1943, plâtre, Neuss, Museum Insel Hombroich.
- Buste aux seins, bronze, Paris, musée national d'Art moderne.

### Illustration
- Robert Ganzo, Lespugue, 11 lithographies, 1942[18].
- Robert Ganzo, Orenoque, 11 eaux-fortes, 80 exemplaires, Paris, éditeur Blaizot, Imprimerie Lacourière, 1942[19].
- Georges Bataille, Madame Edwarda, 31 gravures sous le pseudonyme de Jean Perdu, Éditions du Solitaire, 88 exemplaires, 1942.
- Georges Bataille, L'Alléluiah, catéchisme de Dianus, 18 lithographies, dont la couverture et 100 lettrines, éditeur Blaizot, 1947
- André Frénaud, La Femme de ma vie, illustrations, 1947.
- Jean Paulhan, Fautrier l'enragé, gravures originales, éditions Blaizot, 1948.
- Fautrier 43, Lyon, Imprimerie Besacier, 1957.
- Francis Ponge, L'Asparagus, 8 lithographies, Lausanne, Françoise Mermod, 1963.

## Œuvres exposées aux salons
- Salon d'automne :
  - 1922 : Tyroliennes en habit du dimanche, musée d'Art moderne de la ville de Paris.
  - 1928 : Sanglier écorché, Paris, musée national d'Art moderne.
- Salon des Tuileries :
  - 1924 : Femme nue allongée.

## Expositions
- 1924 : Paris, galerie Visconti.
- 1924 : Paris, galerie Fabre.
- 1924 : exposition dans le garage de Marcel Castel, époux de Jeanne Castel, Paris, rue du Général-Beuret[20].
- 1926 : Paris, galerie Léopold Zborowski, exposition avec Amedeo Modigliani, Chaïm Soutine et Moïse Kisling.
- 1928 : Paris, galerie Bernheim, exposition organisée par Paul Guillaume.
- 1933 : série de lithographies d'après l’Enfer de Dante, Paris, galerie de la NRF.
- Du 3 au 18 juin 1942 : Paris, galerie Alfred-Poyet, 53 rue La Boétie.
- 1943 : rétrospective à la galerie René Drouin, Paris, place Vendôme.
- 1945 : novembre, galerie René Drouin, Paris, place Vendôme : Les Otages ; catalogue préfacé par André Malraux.
- 1955 : exposition des Objets, Paris, galerie Rive droite, catalogue préfacé par Jean Paulhan.
- 1957 : Paris, galerie Rive droite, Les Partisans Budapest, puis quelques mois plus tard 30 années de figuration informelle.
- 1957 : l'œuvre sur papier, Paris, galerie André Schoeller Jr.
- 1957 : New York, galerie Sidney Janis.
- 1960 : Biennale de Venise, grand prix.
- 1964 : Jean Fautrier, rétrospective par André Berne-Joffroy, musée d'Art moderne de la ville de Paris.
- 1989 : Jean Fautrier, rétrospective par Jacqueline Lafargue, Suzanne Pagé et al., musée d'Art moderne de la ville de Paris .
- Du 21 juin au 15 septembre 1996 : Fautrier, Biot, musée national Fernand-Léger.
- Du 15 octobre au 10 novembre 1996 : Fautrier, Műcsarnok, à l'occasion du 40e anniversaire de l'insurrection de Budapest.
- 2004 : Jean Fautrier, par Daniel Marchesseau et al., Fondation Pierre Gianadda, Martigny (Suisse).
- Du 12 septembre au 14 décembre 2014 : Fautrier, la Pulsion du trait, Sceaux, Petit Château du parc de Sceaux et Salon Guimard.
- Du 27 septembre au 7 décembre 2014 : Rétrospective Jean Fautrier, Osaka, musée national d'art[21].
- 2017 : Fautrier, par Dieter Schwarz, Winterthour, musée des beaux-arts.
- Du 26 janvier au 20 mai 2018 : Fautrier, Matière et Lumière, rétrospective, musée d'Art moderne de la ville de Paris, exposition de Winterthur complétée[22].
- Du 15 septembre au 30 décembre 2018 : Fautrier, la donation 1964, écuries du parc de Sceaux.
- Du 15 septembre au 31 octobre 2023 : Jean Fautrier, Les Années 20, galerie de la Présidence, Paris.
- Du 30 juin 2024 au 5 janvier 2025: Jean Fautrier – Genie und Rebel, Emil Schumacher Museum, Hagen, (Allemagne).

## Hommages
- La Poste française a émis un timbre en 2014 d'une valeur faciale de 1,65 euro représentant son œuvre Les Boîtes de conserves de 1947.
- La municipalité du 13e arrondissement de Paris a baptisé à son nom une voie de l'arrondissement, la rue Jean-Fautrier, ainsi que la crèche municipale en hommage à l'artiste.

## Cote
Son prix record en salle des ventes est obtenu avec 2,9 millions d'euros chez Sotheby's, à Londres en 2011 pour Corps d'otage de 1943. Un grand Otage de la collection Bourdon s'est vendu pour 16,2 millions de francs en 1990 par l'étude Loudmer à Paris.

### Iconographie
- John Craven, Fautrier en pied devant sa maison de Châtenay-Malabry, photographie, in Yves Peyré, op. cit., p. 434.